# Роботизирана ръка "Ляпа"
Ляпа e роботизирана ръка, използвана по време на монтажа на руско-съветската орбитална станция „Мир“. Всеки един от четирите модула, скачени на т.нар. радиални скачващи възела е скачен там с помощта на това съоръжение.
Всеки от модулите „Квант-2“, „Кристал“, „Природа“ и „Спектър“ след изстрелването си се скача за орбиталната станция за челния скачващ възел на базовия блок на станцията. Тези модули обаче е трябвало да заемат местата си по радиалните възли и това става след като основната скачваща сонда на модула се прибира, „ръката“ повдига модула и го завърта на 90° и го присъединява към съответния радиален възел.